# The Ducktators
Pour plus de détails, voir Fiche technique et Distribution.
The Ducktators est un cartoon Looney Tunes en noir et blanc réalisé par Norman McCabe en 1942 au moment où les États-Unis poursuivent l'effort de guerre dans la Seconde Guerre mondiale, mettant en scène l'entente entre les dictateurs de l'Axe (caricaturés en deux canards et une oie) puis le combat pour la liberté mené par la colombe de la paix.

## Histoire
Dans une grande ferme allemande, un canardeau va naître. Monsieur Canard distribue des cigares à toute la basse-cour en prévision de l'heureux évènement (même un poussin se retrouve avec un énorme cigare dans le bec). Lui et Madame Canard regardent avec anxiété leur œuf tout noir en train d'éclore violemment. Le nouveau-né se révèle être Adolf Hitler en canard, avec déjà sa mèche et sa moustache, portant des bottes et un brassard à croix gammée. Il hurle aussitôt bras levé : « Sieg Heil ! ».
Pendant que le narrateur parle du temps qui défile, l'incarnation du temps passé, figuré traditionnellement par un vieil homme ailé porteur d'une faux, vole à toute vitesse d'un bord à l'autre de l'écran. Le narrateur lui demande de ralentir. Le vieil homme refait un passage plus lentement durant la suite du discours, où sont exposées les aspirations artistiques de Hitler. Mais au plan suivant, on voit finalement le canard devenu adulte placarder des affiches nazis plutôt que de peindre des toiles. Puis Hitler tient un discours enflammé à la cantonade. Des oies l'écoutent avec satisfaction, surtout un jars noir qui incarne Benito Mussolini. Le narrateur a alors sa langue qui fourche avec le pluriel irrégulier de « oie » (geese), confond avec celui de « souris » (mice) et invente meese. Un carton d'excuse s'adressant aux « bons canards et oies » apparaît peu après l'allégeance de Mussolini à Hitler.
Ce dernier fait la revue de ses soldats et des dernières recrues. Tous lui font le salut nazi, mais un canard noir ressemblant à Daffy, qui dit être du sud de l'Allemagne, est plus familier. Une girouette à motif de coq et une pompe à eau ont le bras orné d'un brassard nazi et le lèvent dans un même salut à Hitler. Un canard malade n'est pas capable de faire le salut mais assure qu'il est lui aussi un « malade du salut nazi » (jeu de mots entre Sieg Heil et sick (malade) heil).
Mussolini, derrière un bout de balustrade de décor, fait lui aussi un discours à son auditoire et exige des applaudissements en brandissant un panneau... auditoire composé seulement d'un poussin enchainé à un gros boulet, obligé de l'applaudir.
Les bataillons de soldats, les storm troopers (littéralement : les troupes de la tempête) de canards, se mettent en marche... sous la tempête, la pluie et même la foudre. Ils passent devant la demeure de la colombe de la paix. Coiffée de lauriers, elle se lamente en poèmes.
Peu après, à la conférence de paix avec les représentants de toutes les nations en guerre, Hitler signe un traité et le place dans une urne... qui cache une déchiqueteuse, puis moleste tous les participants avant la mêlée générale.
Hideki Tojo (ou Hirohito), en canard japonais, vient sous mandat revendiquer une île dans sa colonie en y plantant un panneau, île qui se trouve être une tortue. Celle-ci le poursuit et le frappe avec le panneau. Le canard se retourne brusquement et clame qu'il est chinois et non japonais, le prouve avec un badge où il est écrit « Je suis chinois », mais où figure en plus petits caractères un made in Japan qui détrompe la tortue. Elle répond : « Ouais, et moi, je suis une fausse soupe de tortue ! » et reprend la course avec lui. On revoit les trois chefs de guerre en marche l'un derrière l'autre, récitant une comptine, suivi par un jeune canardeau encore en partie dans sa coquille (probablement Francisco Franco). Celui-ci fait un faux-pas et éclate sa coquille, puis termine la comptine par « begin again » (« recommencez ») en caleçon à pois.

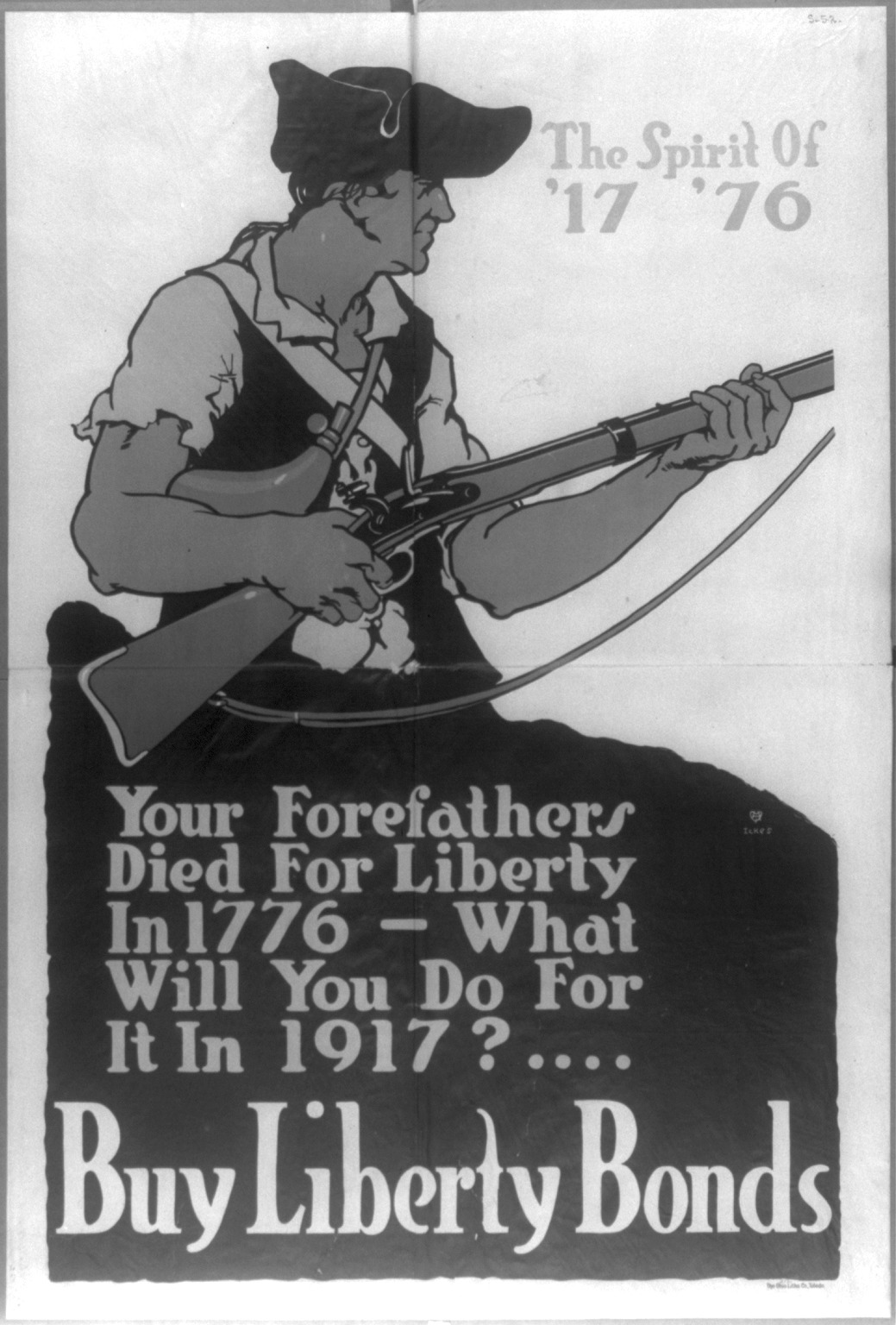
Affiche semblable à celle du dessin animé avec un milicien minuteman historique, mais en appel à soutenir financièrement l'entrée des États-Unis dans la Première Guerre mondiale.

Pendant ce temps, dans un olivier où les olives sont enfermées dans des bocaux, la colombe se lamente encore. Elle essaie de présenter le rameau de la paix et demande aux canards en guerre d'arrêter les combats, mais elle se fait piétiner par eux. De colère, elle change de tactique et s'en prend aux trois dictateurs : elle les boxe l'un après l'autre. Devant ce retournement, les poules caquètent de joie et les canards de la Gestapo s'enfuient. Ces derniers sont cependant rejoints par les poulets qui les battent (« give them one for Pearl Harbor ») et les envoient dans l'air. Un poussin appuie sur la pédale d'une poubelle pour y recueillir chacun de ces canards battus. Un baquet se déplace de canard en canard. Une main armée d'un maillet en sort et vient les assommer, puis s'attaque à Tojo. C'est un lapin, aux traits de Jerry Colonna (dont la grosse moustache s'apparente à celle de Staline), qui était dans le baquet. Les trois chefs nazis s'enfuient : seules leurs ombres apparaissent sur un mur en planches. On y remarque alors l'affiche de propagande pour acheter les war bonds américains en faveur de l'effort de guerre. Le minuteman historique de l'affiche en sort et se met à tirer au fusil de chasse en direction des fuyards avec le rythme d'une mitraillette.
Bien plus tard, la colombe parle à ses deux enfants (Paix et Tranquillité) du choix difficile de devoir faire la guerre (qu'elle n'aime pas) pour retrouver la liberté, mais se félicite d'avoir empêché d'agir les trois néfastes, qui forment désormais autant de trophées suspendus dans sa demeure. Le dessin animé se termine sur une incitation faite aux spectateurs pour l'achat des war bonds, avec l'affiche complète de la propagande et son slogan : « For victory buy United States savings bonds and stamps ».

## Fiche technique
Les informations sont tirées d'IMDb sauf indications contraires.
- Production : Leon Schlesinger Studios
- Producteur : Leon Schlesinger
- Réalisateur : Norm McCabe
- Scénariste : Melvin Millar (histoire) ; Don Christensen (non crédité)
- Montage : Treg Brown (non crédité)
- Caméra : John W. Burton

- Durée : 7 minutes
- Pays d'origine : États-Unis
- Langue : anglais
- Noir et blanc
- Rapport : 1.37 : 1, 35 mm
- Mixage du son : mono

- Distributeurs :
  - Warner Bros. : 1942, États-Unis (cinéma)
  - Warner Home Video : 2008, États-Unis (DVD)

- Première parution :
  - États-Unis : 1er août 1942

### Voix
- Voix originales :
  - Mel Blanc : le canard Hitler, le canard Hideki Tojo[2], la colombe de la paix, le lapin Jerry Colonna, le canard noir du sud de l'Allemagne (non crédité)
  - Michael Maltese : l'oie Mussolini (non crédité)
  - John McLeish : narrateur, la colombe de la paix (non crédité)

### Animateurs
- John Carey : animateur (non crédité pour : création des personnages, travaux préparatoires)
- Cal Dalton : animateur (non crédité)
- Arthur Davis : animateur (non crédité)
- Izzy Ellis : animateur (non crédité)
- David Hilberman : animateur (non crédité)
- Richard H. Thomas : animateur (non crédité)

### Orchestration
- Directeur de la musique : Carl W. Stalling
- Orchestration : Milt Franklyn (non crédité)
- Arrangement des effets sonores : Treg Brown (non crédité)

## Musiques
- The Japanese Sandman (non crédité).

Composée par Richard A. Whiting, paroles de Ray Egan.
Chantée avec des paroles différentes par le canard japonais.
- Histoires de la forêt viennoise (non crédité).

Composée par Johann Strauss II.
- Blues in the Night (non crédité).

Composée par Harold Arlen.
- Largo al factotum (non crédité).

De l'opéra : Le Barbier de Séville. Musique par Gioachino Rossini.
- We Did It Before and We Can Do It Again (non crédité).

Composée par Cliff Friend et Charles Tobias.
- Dance of the Comedians et Polka (non crédités). Dance of the Comedians (3:0), jouée par l'U.S. Marine Band.

De l'opéra : La Fiancée vendue (Prodaná nevěsta).
Musique par Bedřich Smetana.
- Oh du lieber Augustin (non crédité).

Musique par Marx Augustin.
Buckle My Shoe, comptine, est chantée par les canards de l'Axe, avec les paroles modifiées.

## Autour du dessin animé
Le titre The Ducktators est un jeu de mots anglais entre ducks (« canards ») et dictators (« dictateurs »).
Le dessin animé est réputé faire partie du domaine public.
La dernière partie du cartoon avec l'incitation à acheter des war bonds a été régulièrement censurée dans les retransmissions télévisées, mais le dessin animé dans sa version complète existe dans le sixième volume de la série Looney Tunes Golden Collection DVD distribuée en octobre 2008.